# Nit (Moldavie)
Pour les articles homonymes, voir Nit.
Nit, ou Noile Idei Televizate ((fr) Nouvelles idées de la Télévision), est une chaîne de télévision moldave privée.

## Histoire
En 1997, une nouvelle chaîne de télévision Nit, commence à émettre à Chișinău. Proche du Parti des communistes de la République de Moldavie lors de sa création, ses programmes sont majoritairement diffusés en russe.

## Actionnaires
Depuis 2006, l'actionnaire principal de la chaîne est la société offshore Advac Associates Ltd basée dans les îles Vierges britanniques.
Selon certains rumeurs, NIT appartient au fils de l'ancien président moldave Vladimir Voronin mais le démontrer est difficile puisque les informations concernant les actionnaires se trouvent en dehors du pays.

## Programmes
L'émission est centrée sur l'information, l'analyse et le divertissement. Elle diffuse des films, feuilletons russes et étrangers.

## Diffusion
En novembre 2004, NIT a reçu du Conseil de coordination sur la Télévision et Radio Moldova, six fréquences afin de diffuser. Quatre fréquences supplémentaires lui sont données lui permettant d'émettre sur l'ensemble du pays.
Le siège de la chaîne se situe dans la zone du bureau du gouvernement.